# 정복향
정복향(鄭福香, 1910년~1998년 8월 12일)은 대한민국의 경찰, 정치인이다. 제9대 국회의원을 지냈다.

## 학력
- 경성사범학교 졸업
- 경찰전문대학 졸업

## 약력
- 초중학교 교사
- 대구여자경찰서장 (초대)
- 대한여자청년단 경상북도 단장
- 대한적십자사 경상북도 부지사장
- 경상북도 도의원
- 대구시ㆍ경상북도 교육위원
- 경북여성회관 관장
- 민주공화당 경상북도 위원장
- 경상북도 여성단체협의회 회장
- 1973년 ~ 1976년 : 제9대 국회의원 (유신정우회)

## 역대 선거 결과
| 실시년도 | 선거 | 대수 | 직책     | 선거구           | 정당       | 득표수 | 득표율      | 순위 | 당락 | 비고 |
| -------- | ---- | ---- | -------- | ---------------- | ---------- | ------ | ----------- | ---- | ---- | ---- |
| 1973년   | 총선 | 9대  | 국회의원 | 통일주체국민회의 | 유신정우회 |        | \| \| 0% \| | 지명 |      | 초선 |
|          | 0%   |      |          |                  |            |        |             |      |      |      |